# Миранда Харт
Миранда Катрин Харт Дайк (родена на 14 декември, 1972 г.), известна професионално като Миранда Харт е английска актриса, комедиантка и писателка.
Харт пише и играе в ситкома на BBC Миранда, който е базиран на нейния живот и за който е номинирана за четири награди BAFTA, три Royal Television Society и четири награди British Comedy. Автобиографията на Харт излиза през октомври 2012 г.